# Ahmose-Sitamun
Ahmose-Sitamun (również Sitamun), księżniczka egipska z XVIII dynastii, córka faraona Ahmose I. Jej statua znajduje się przed 8. pylonem w Karnaku. Mumia została znaleziona w schowku DB-320 w Deir el-Bahari.